# تپه مزرعه تاوه دشت
تپه مزرعه تاوه دشت مربوط به دوران‌های تاریخی پس از اسلام است و در شهرستان قزوین، بخش کوهین، روستای گزگیر واقع شده و این اثر در تاریخ ۲۵ اسفند ۱۳۷۹ با شمارهٔ ثبت ۳۱۷۶ به‌عنوان یکی از آثار ملی ایران به ثبت رسیده است.